# ローロック城
座標: 北緯55度10分43秒 西経6度43分27秒 / 北緯55.1786度 西経6.7243度

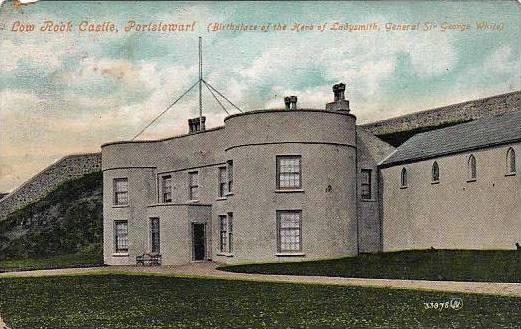
1906年当時のローロック城

ローロック城（英語: Low Rock Castle）は、北アイルランドのロンドンデリー県ポートスチュワートにあった私邸建造物である。

## 歴史
当初は狭間胸壁がある建物だったこの邸宅は1820年頃に完成した。第二次ボーア戦争でのレディスミス包囲戦において守備隊を指揮したことによりヴィクトリア十字章を授与された英国陸軍元帥のジョージ・ホワイトが1835年に生を受けた場所である。